# Cuncashgaga
El cerro Cuncashgaga —del quechua: cuncash: cuello y gaga: roca; «roca en forma de cuello»— es una intrusión ígnea monolítica situada en un ramal de la Cordillera Blanca, distrito de Chacas, provincia de Asunción, región Ancash, Perú. Dentro de la zona de amortiguamiento del parque nacional Huascarán.
Se eleva de manera espectacular 600 m por encima del terreno circundante y su cumbre se encuentra a 4500 m por encima del nivel del mar y puede ser divisada desde distintos puntos de la provincia hasta 10 km de distancia. Se encuentra formada por columnas graníticas.

## Historia
Se cree que el cerro tuvo preponderancia cultural y religiosa durante el desarrollo de las etnias locales. Cerca de este, a unos 2 km se ubica el pirushtu o adoratorio de Aywinyag, construido posiblemente durante el desarrollo de la cultura Recuay.

## Leyenda
De acuerdo a naracciones locales, durante la Conquista del Perú, cuando los españoles llegaron a Chacas, no hallaron tesoros importantes que saquear de las poblaciones nativas. Los curacas huari de aquella época, ya alertados de la llegada de los europeos, habrían ordenado esconder sus tesoros dentro de la roca bajo el cerro Cuncashgaga, el acceso de la supuesta galería estaba referenciado con una puerta del antiguo templo de Chacas que daba al este, la puerta de pachanpunku ahora inexistente. Los nativos alegaban que caminando en línea recta desde aquella puerta se ubicaría el acceso a la cueva con los tesoros en Cuncashgaga. La leyenda tomó tal relevancia que muchos aventureros y mineros se suspendieron en la pared vertical en busca de algún filón o galería.